# 703

## أحداث
- الحروب الإسلامية البيزنطية: الجيش الأموي بقيادة عبد الله بن عبد الملك يفتح المصيصة في كيليكيا من البيزنطيين ويعيد تحصينها، ما يجعلها أول معقل رئيسي للمسلمين في المنطقة التي ستصبح فيما بعد الثغور.[1][2]
- موسى بن نصير، حاكم إفريقية (غرب ليبيا)، ويبني أسطولا للمسلمين ليهاجم البحرية البيزنطية ويغزو جزر إيبيزا، مايوركا، مينوركا (تاريخ تقريبي).

## مواليد
- ابن إسحاق - عالم ومحدث ومؤرخ عربي.
- أيوب بن سليمان

## وفيات
- الإمبراطورة جيتو شاعرة يابانية
- عمر بن أبي سلمة ربيب النبي محمد، ووالي البحرين وفارس في عهد علي بن أبي طالب
- فولفرام من سينس قس فرنسي